# サン・ピエトロ・アル・ターナグロ
サン・ピエトロ・アル・ターナグロ（伊: San Pietro al Tanagro）は、イタリア共和国カンパニア州サレルノ県にある、人口約1,700人の基礎自治体（コムーネ）。

## 地理

### 位置・広がり

#### 隣接コムーネ
隣接するコムーネは以下の通り。
- アーテナ・ルカーナ
- コルレート・モンフォルテ
- サン・ルーフォ
- サンタルセーニオ
- テッジャーノ

## 行政

### 分離集落
サン・ピエトロ・アル・ターナグロには、以下の分離集落（フラツィオーネ）がある。
- Torre, Scorzo, San Marzano